# Thunbergie

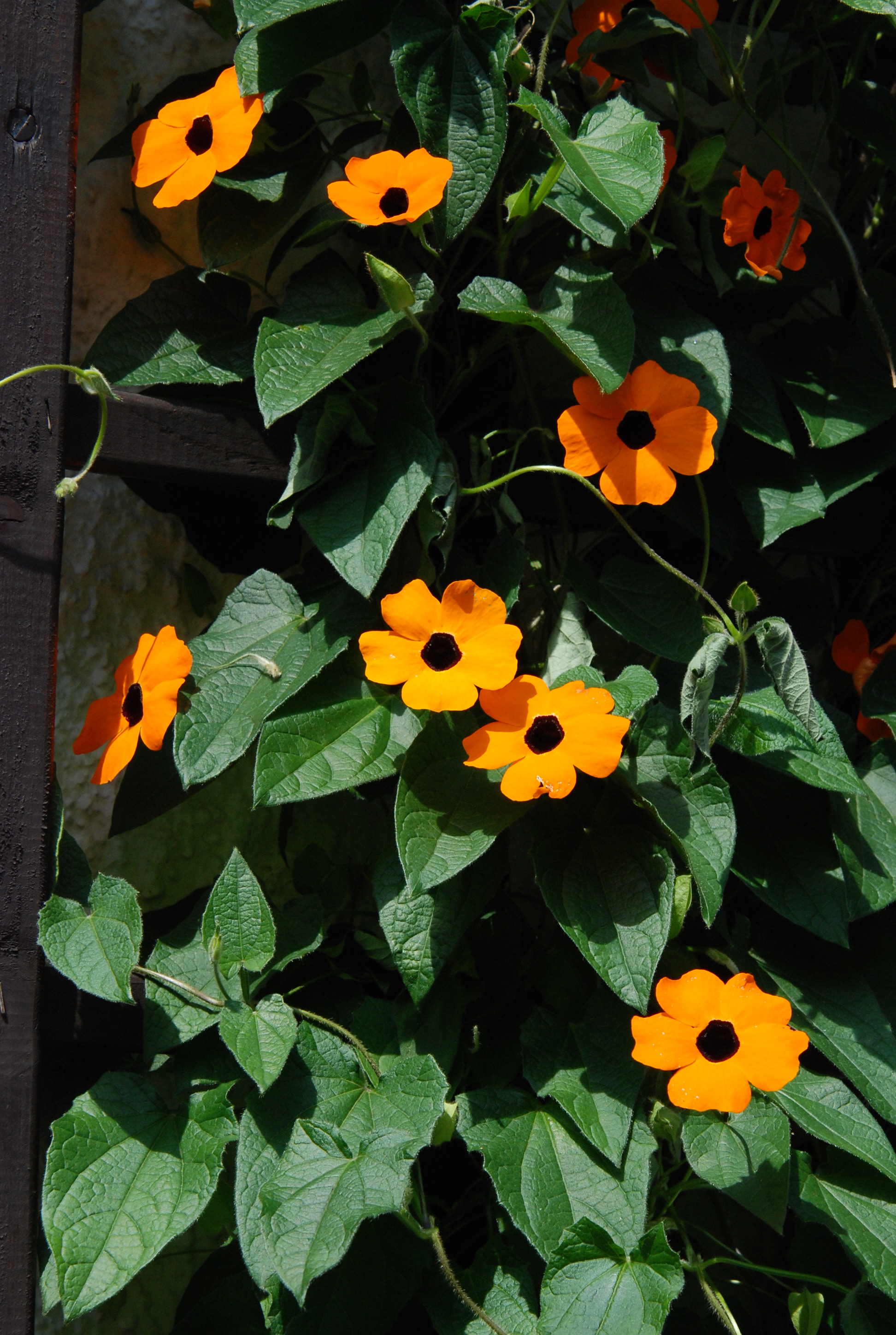
Thunbergie křídlatá (T. alata)

Thunbergie (Thunbergia), česky též smatavka, je rod rostlin z čeledi paznehtníkovité. Jsou to liány nebo méně často keře s jednoduchými listy a nápadnými květy, které jsou opylovány hmyzem nebo ptáky. Plodem je tobolka. Rod zahrnuje asi 150 druhů a je rozšířen v tropech a subtropech Starého světa od Afriky po Austrálii. Thunbergie jsou pěstovány jako okrasné rostliny v tropech celého světa a v některých oblastech se staly obtížnými invazními rostlinami.
Thunbergie křídlatá je pěstována i v České republice jako okrasná letnička. S dalšími druhy se lze setkat ve sklenících botanických zahrad. Některé druhy jsou využívány v místní a domorodé medicíně. Název těchto rostlin vznikl podle příjmení švédského profesora Carla Petera Thunberga, který působil na Uppsalské univerzitě.

## Popis
Thunbergie jsou ovíjivé liány bez úponků nebo řidčeji nepopínavé keře. Listy jsou jednoduché, řapíkaté, s celokrajnou nebo na okraji laločnatou či zubatou čepelí. Květy jsou buď jednotlivé či v párech v paždí listů, nebo ve vrcholových thyrsech. Jsou podepřené párem volných nebo po jedné straně srostlých, vytrvalých, listovitých listenů, překrývajících kalich a část nebo celou korunní trubku. Kalich je miskovitý, zakončený 10 až 20 šídlovitými laloky nebo redukovaný na celistvý prstenec. Koruna je nálevkovitá, s na bázi úzkou a poté se rozšiřující korunní trubkou, zakončená pětilaločným lemem. Tyčinky jsou 4, přirostlé při bázi korunní trubky a nevyčnívající z květů. Semeník je dužnatý a obsahuje 2 komůrky, v nichž je po 2 vajíčkách. Čnělka je zakončená dvouklanou, celistvou nebo třásnitou bliznou. Plodem je kulovitá tobolka s nápadným zobanem na vrcholu. Obsahuje 2 až 4 zploštělá nebo kulovitá semena.

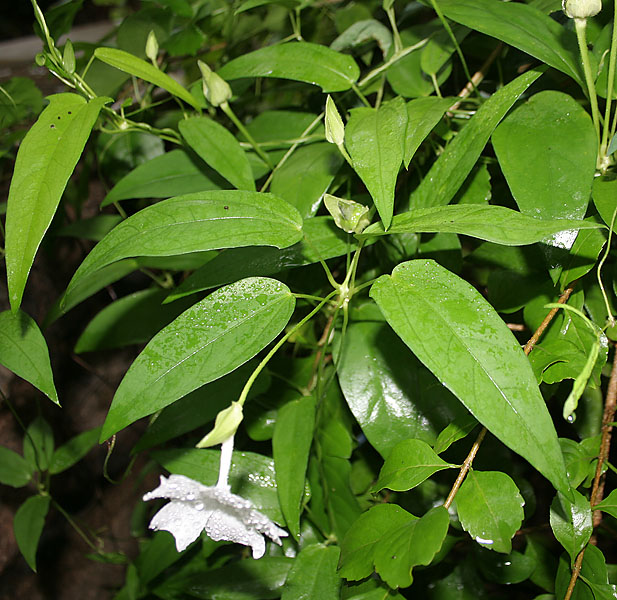
Thunbergia fragrans
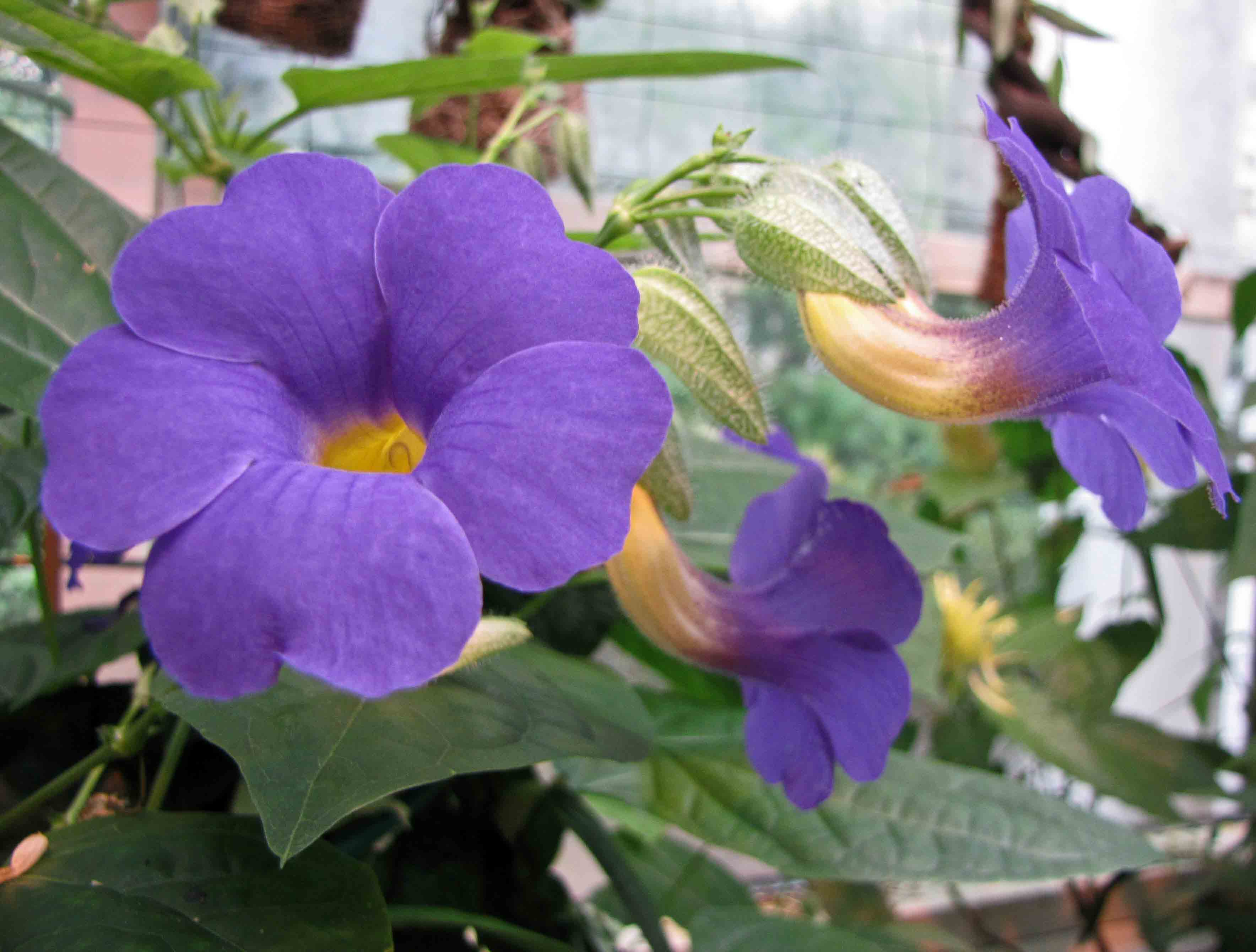
Květy Thunbergia battiscombei
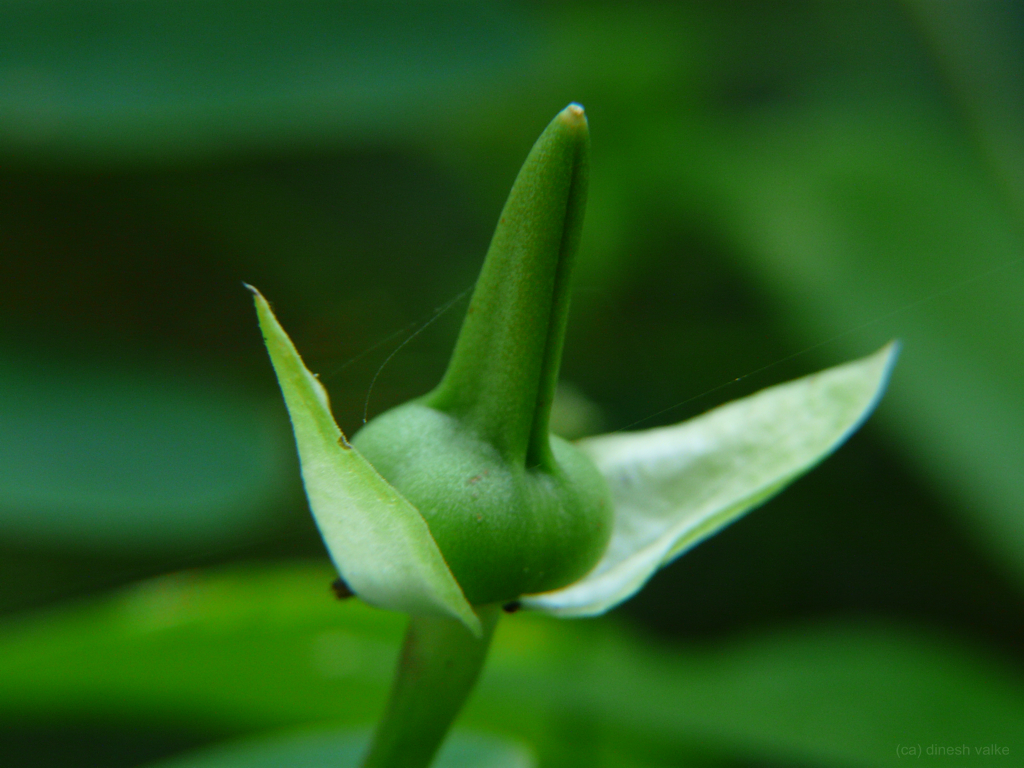
Nedozrálý plod Thunbergia fragrans

## Rozšíření
Rod thunbergie obsahuje asi 152 druhů, rozšířených v tropech a subtropech Starého světa od subsaharské Afriky a Madagaskaru přes Indický subkontinent po jižní Čínu a přes Indočínu a jihovýchodní Asii po Novou Guineu a severovýchodní Austrálii. Nejvíce druhů roste v subsaharské Africe. Některé pěstované druhy široce zdomácněly v tropických a subtropických zemích téměř celého světa. V evropské květeně není rod zastoupen. Samovolné zplaňování přichází v úvahu v teplejších částech Evropy pouze u thunbergie křídlaté.

## Ekologické interakce

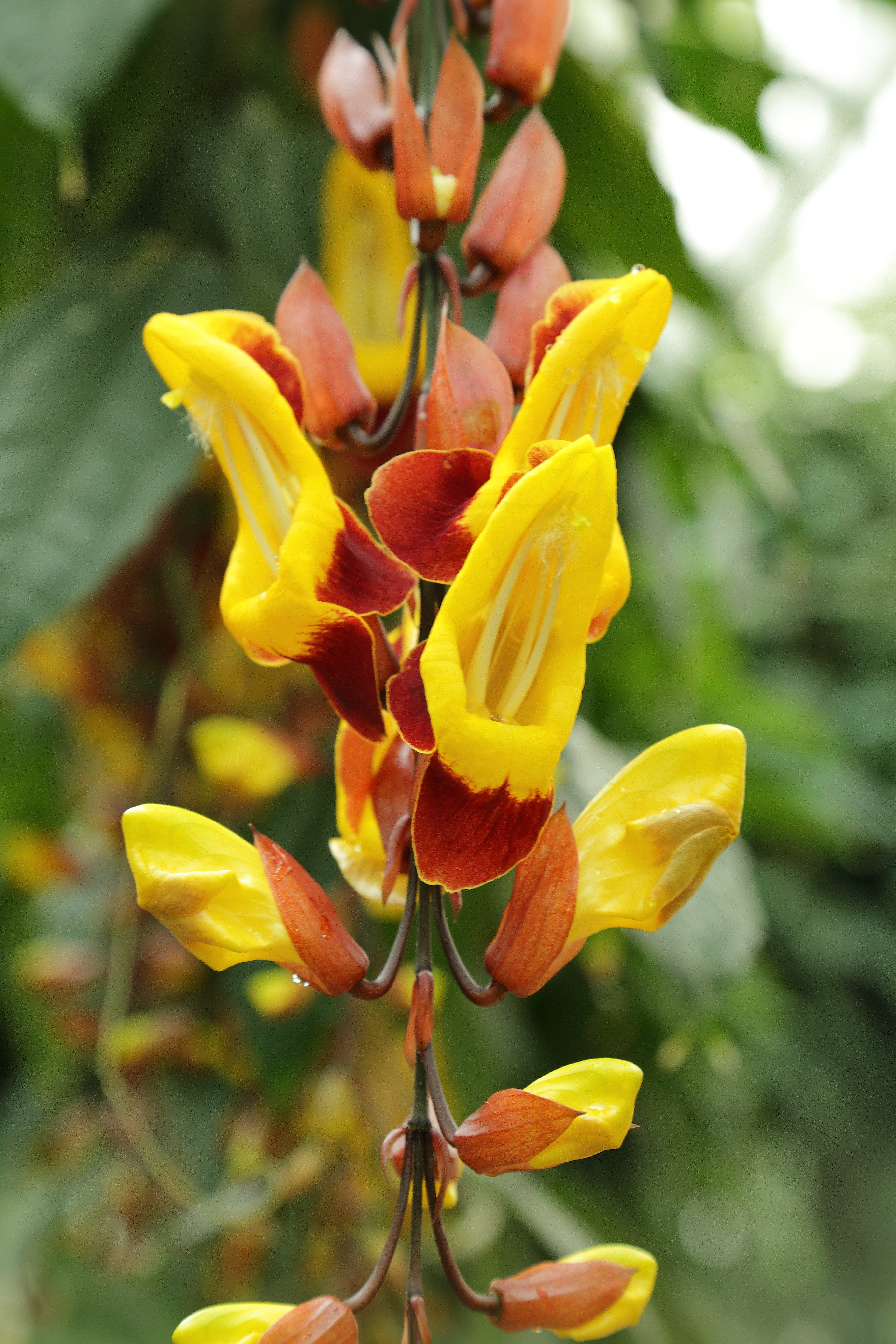
Květy thunbergie mysorské, přizpůsobené opylování ptáky

Nápadné květy thunbergií jsou opylovány hmyzem nebo ptáky. S vazbou na typ opylovače souvisí i uzpůsobení a vzhled květů, podle nějž je možno thunbergie rozdělit na tři skupiny. Největší část druhů je opylována včelami. Jejich květy se vyznačují poměrně krátkou korunní trubkou a rozestálými korunními laloky. Mezi tyto druhy náleží i thunbergie křídlatá a rovněž modrokvěté druhy, jako je například thunbergie velkokvětá. Princip opylování byl nejlépe zdokumentován u thunbergie velkokvěté, kterou v tropické Asii opylují zejména drvodělky (rod Xylocopa). Květy jsou pevné a dužnaté, otevírají se pouze na jeden den a tvoří velké množství nektaru. Rozšířený spodní pysk slouží včele jako přistávací plocha a světlý střed květu ji navádí k nektaru. Vnitřek korunní trubky je rozčleněn na dvě komůrky. Ve vnější se nachází blizna a prašníky, v menší, vnitřní komůrce je semeník a nektárium. Při prodírání se do květu včela nejprve přichází do kontaktu s bliznou a následně je její hřbet poprášen pylem. Rostlina se zároveň účinně brání loupení nektaru, které drvodělky někdy u obtížně přístupných květů provozují tak, že květ ze strany nakousnou a nektar vysají, aniž by se účastnily na procesu opylení. Thunbergie k tomu využívají symbiózu s mravenci. Na vnější straně listenů, květní stopce i kalichu jsou husté nektarové žlázky (extraflorální nektária), které poskytují mravencům sladký nektar a jsou jimi v přírodě intenzivně vyhledávána. Mravenci na oplátku brání drvodělce usednout ze strany květu a při jejím příletu se staví do bojové pozice.
Druhy s bílými květy a dlouhou korunní trubkou, jako je Thunbergia fragrans, T. guerkeana nebo T. schimbensis, jsou opylovány lišaji. Naproti tomu asijské druhy Thunbergie mysorská a Thunbergia coccinea mají žluté až oranžové květy v dlouhých, do prostoru volně visících květenstvích, které opylují nektarožraví ptáci. Květy obou druhů jsou přetočené o 180 ° (resupinátní) a jejich korunní laloky směřují dozadu.
V Asii a Austrálii jsou thunbergie živnými rostlinami pohledného babočkovitého motýla Junonia orithya. V Africe se na nich vyvíjejí housenky můr rodu Rhanidophora (R. cinctigutta, R. ridens aj.), v tropické Asii např. druhy Tinolius eburneigutta a Filodes fulvidorsalis.
Semena thunbergie křídlaté jsou ze zralých tobolek vystřelována do okolí.

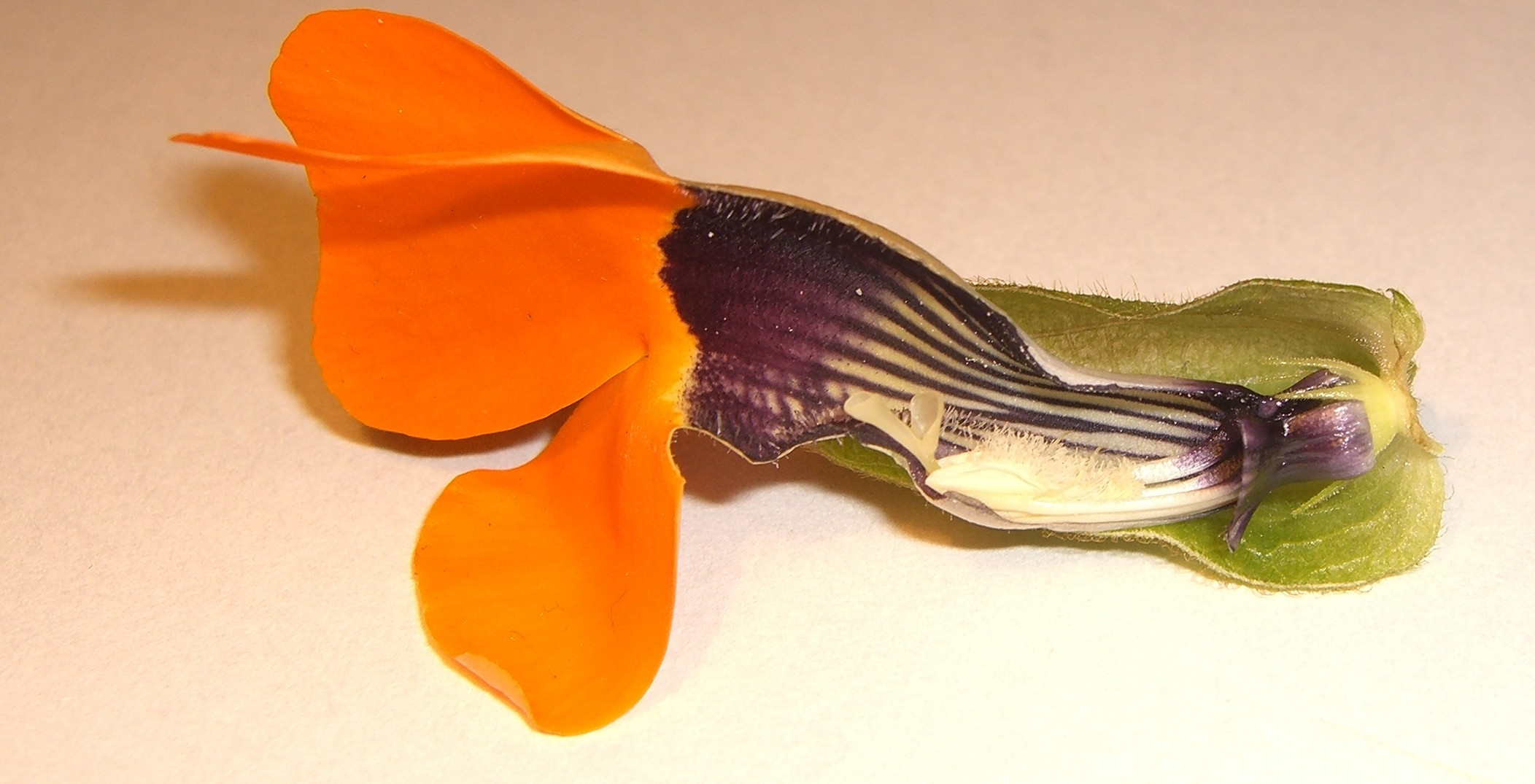
Řez květem thunbergie křídlaté
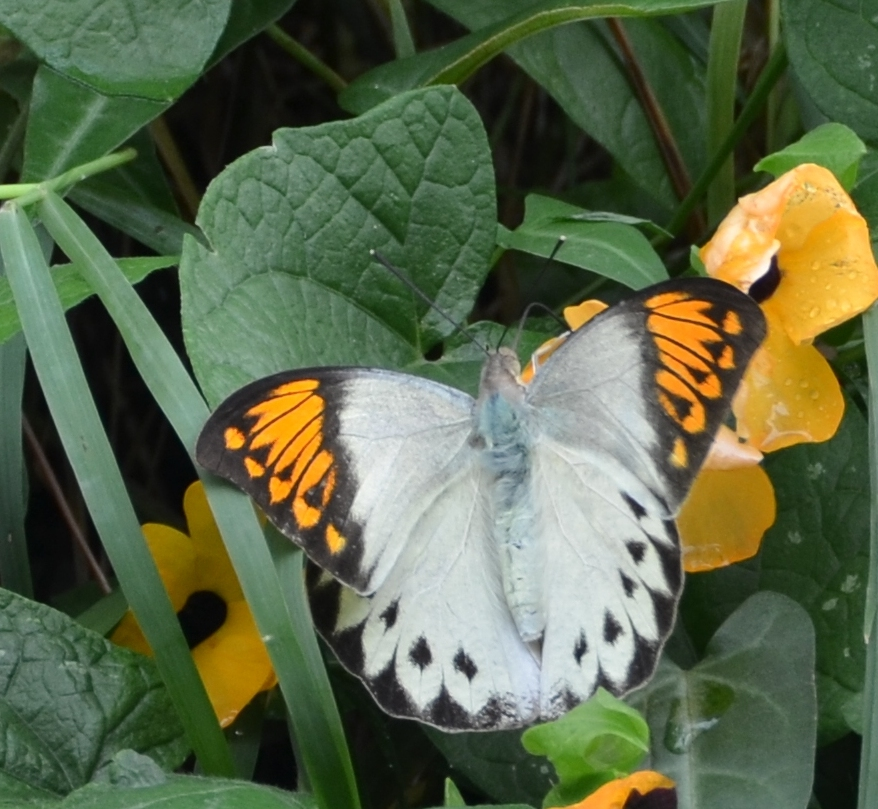
Běláskovitý motýl Hebomoia glaucippe opylující květy thunbergie křídlaté
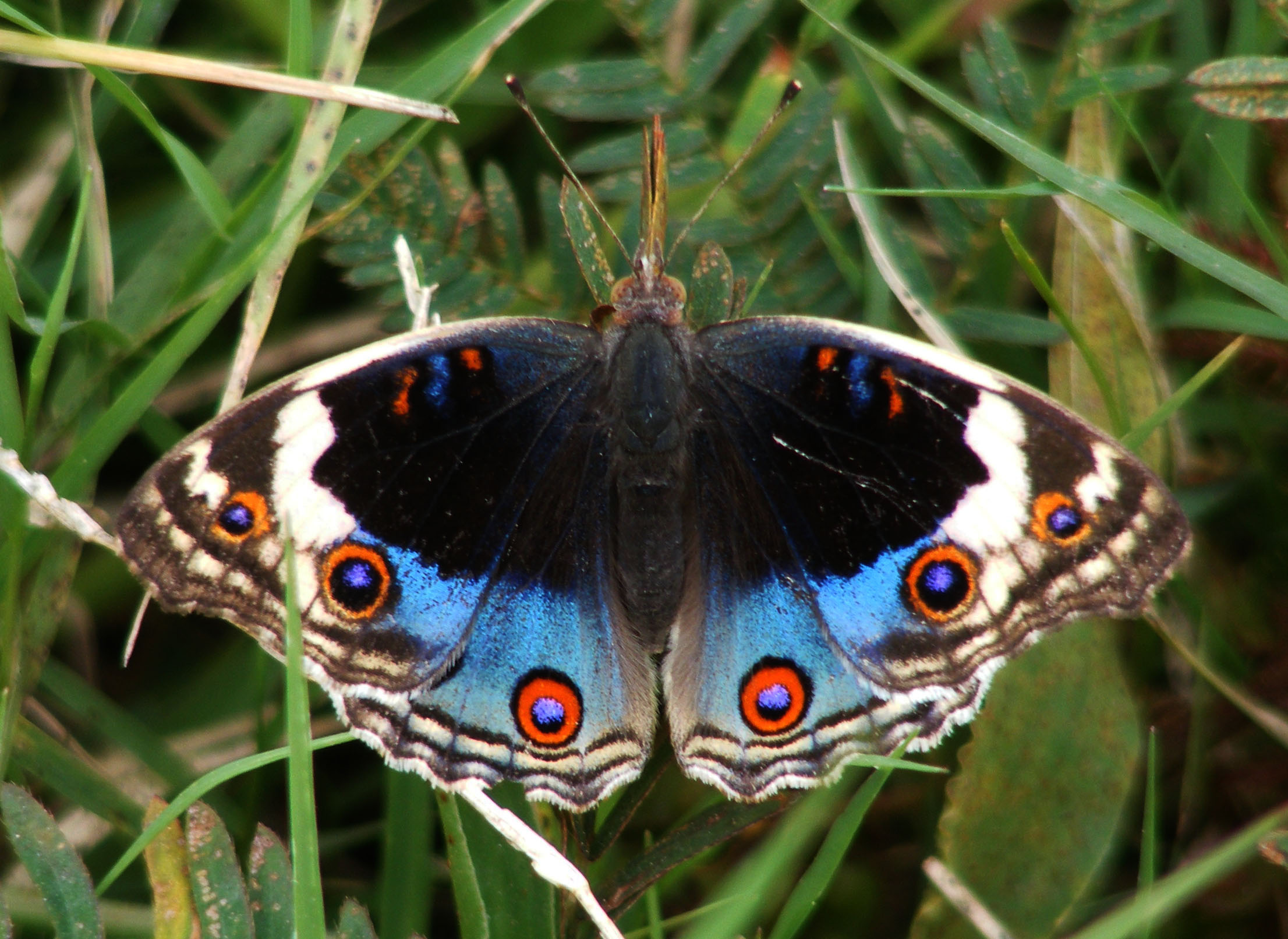
Babočkovitý motýl Junonia orithya
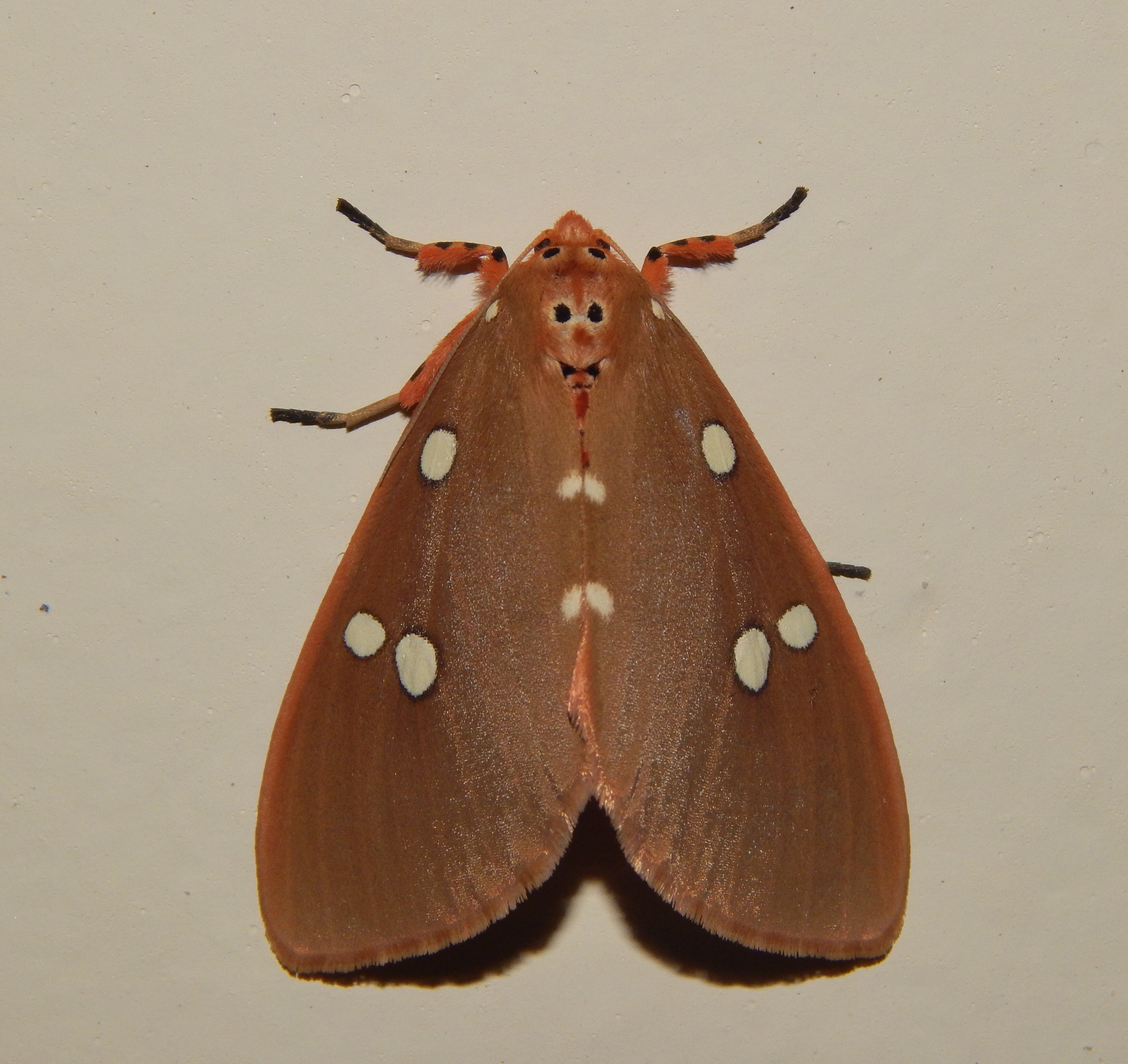
Můra Tinolius eburneigutta

## Invazivita

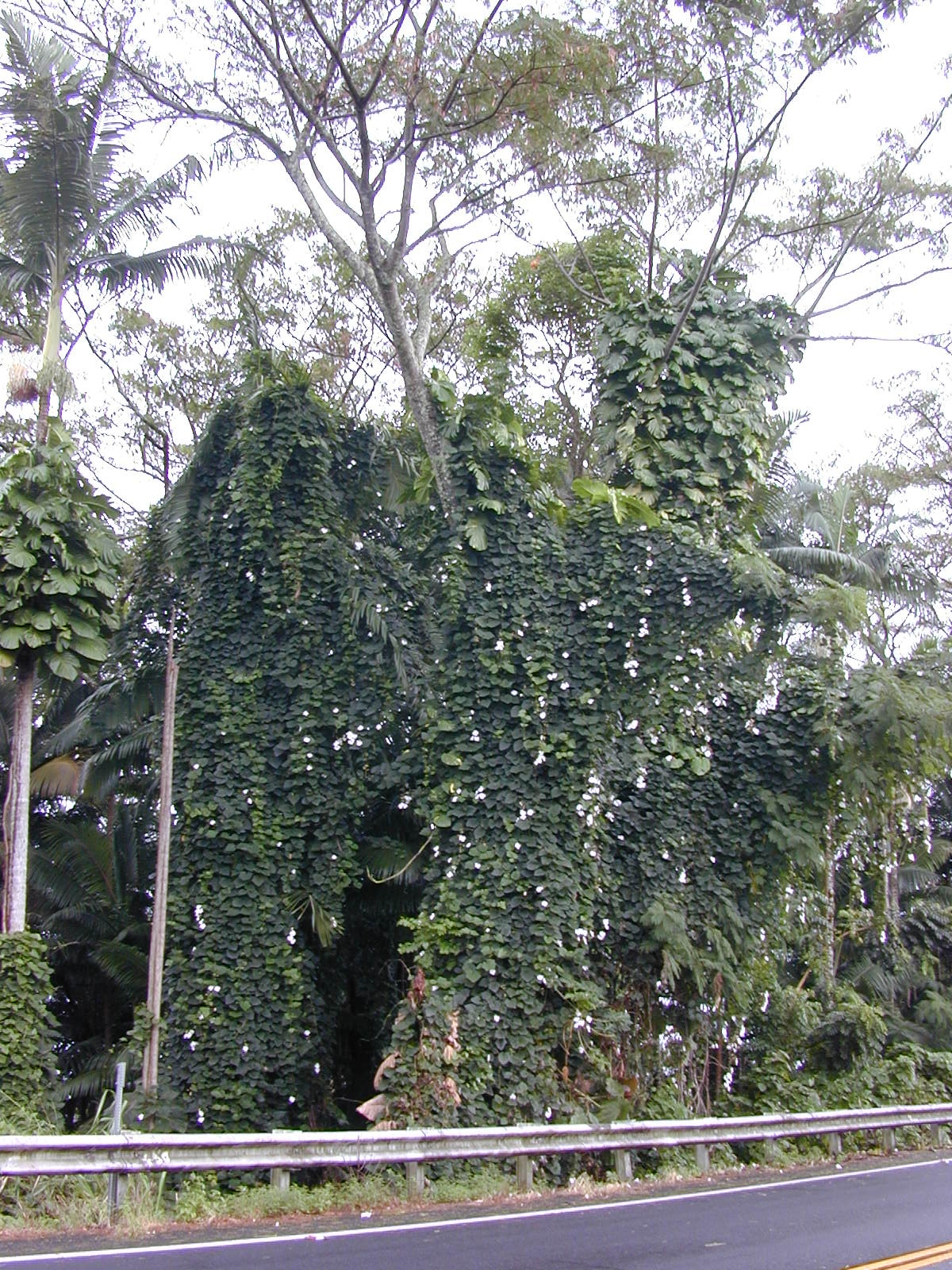
Thunbegie velkokvětá porůstající stromovou vegetaci na Havaji

Některé druhy thunbergií se v tropických zemích staly obtížnými invazními rostlinami. Patrně nejagresivněji rostoucím druhem je thunbergie velkokvětá, jejíž nekontrolovatelné šíření má velký dopad na lokální ekosystémy. V zasažených oblastech přerůstá původní vegetaci včetně stromů a brání jejich přirozené obnově. Rostlina má mohutný a rozsáhlý hlízovitý kořenový systém a šíří se jak semeny, tak i vegetativně prostřednictvím úlomků lodyh a kořenů. Její růst může dokonce vést k destabilizaci břehů říčních toků a poškození staveb a plotů. Šplhá také po elektrickém vedení a svojí vahou způsobuje výpadky proudu. Druh je klasifikován jako obtížný plevel v Austrálii a jako invazní druh ve Střední Americe, Karibiku, Africe a řadě tichomořských ostrovů včetně Havaje.
V australském Queenslandu je tento druh společně s příbuznou Thunbergia laurifolia na seznamu invazivních druhů v kat. 3. Je zakázán prodej a šíření těchto druhů a jakéhokoliv materiálu kontaminovaného jejich semeny.
Jako potenciálně značně rizikový zde byl vyhodnocen i africký druh Thunbergia annua a je součástí queenslandského seznamu 21 potenciálně silně invazivních rostlin, jejichž výskyt musí být ze zákona hlášen do 24 hodin od nálezu.
Dalším invazním druhem, šířícím se nejen v tropech, ale i v subtropech a dokonce i teplých oblastech mírného pásu, je thunbergie křídlatá. Uchycuje se zejména na narušených stanovištích. Šíří se semeny i úlomky stonků a kořenů. Je vedena jako invazní druh v Austrálii, Japonsku, Singapuru, Kostarice, Kubě, Portoriku, Brazílii, Kolumbii, Paraguayi a řadě tichomořských souostroví. V Kolumbii je zařazena na seznam 10 nejproblematičtějších invazních druhů a její šíření má velký dopad zejména na andské ekosystémy.
Na seznamench invazních druhů je v některých zemích vedena také Thunbergia fragrans. Roste zdomácněle například i podél floridského pobřeží.

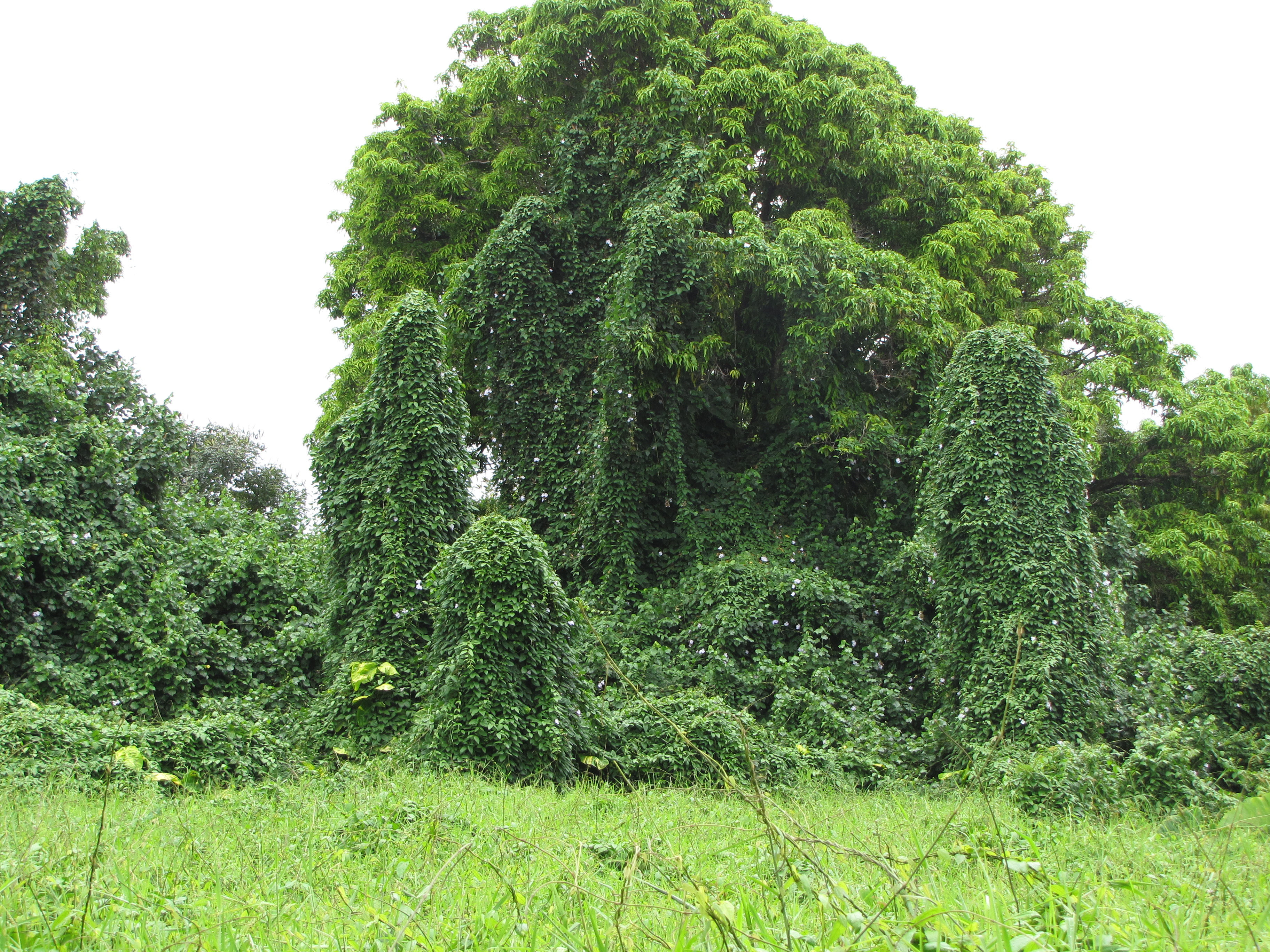
Thunbergia laurifolia jako invazní rostlina na Havaji
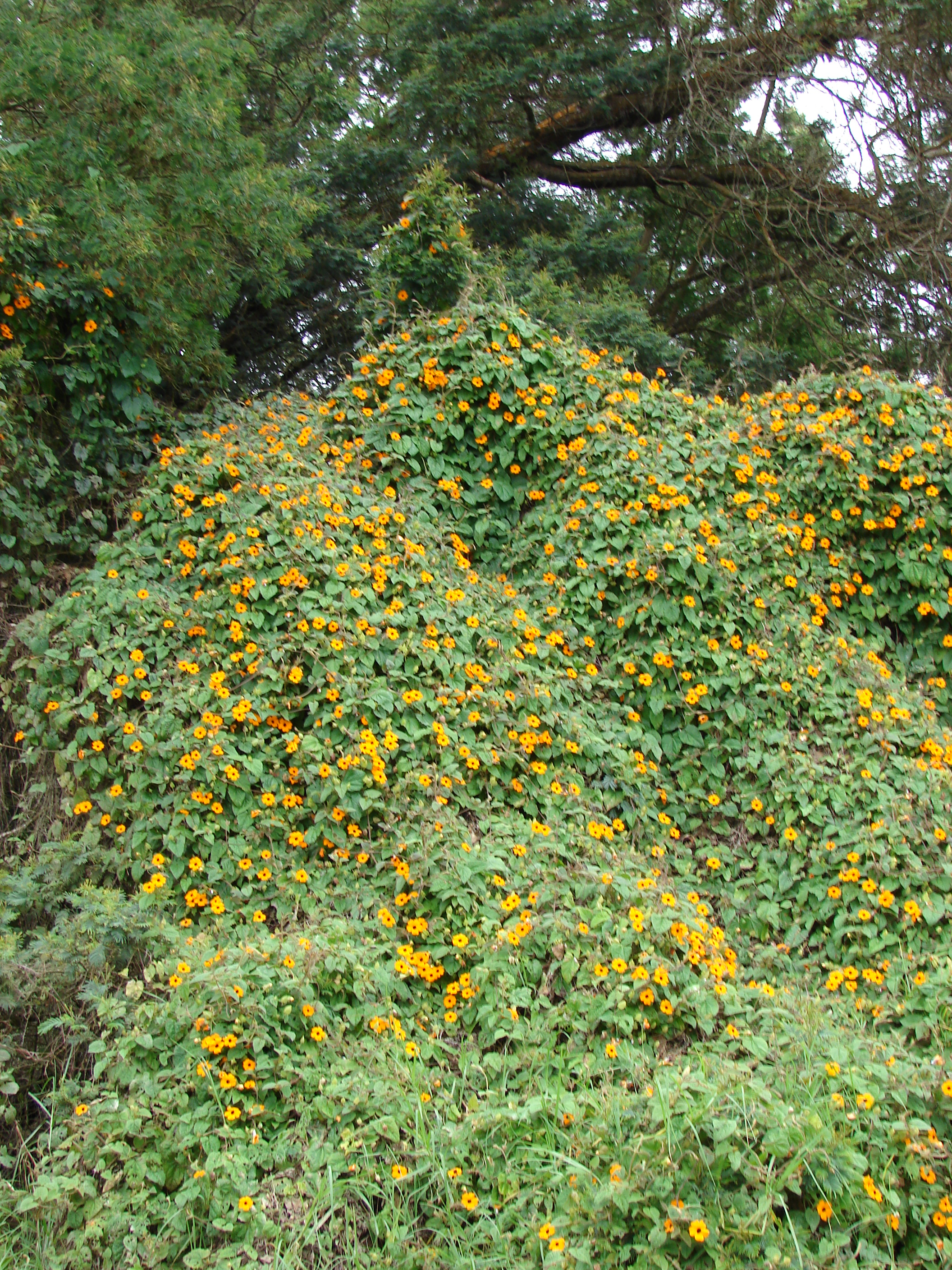
Thunbergie křídlatá dusící okolní vegetaci

## Obsahové látky a jedovatost
Thunbergie nejsou jedovaté rostliny a nebývají ani uváděny v přehledech jedovatých rostlin. Thunbergie křídlatá je považována z hlediska jedovatosti za bezpečnou okrasnou rostlinu.
Při podávání extraktu z Thunbergia laurifolia nebyla prokázána ani chronická toxicita.
Hlavními obsahovými látkami thunbergií jsou iridoidy a iridoidní glykosidy, jako je stilberikosid, thunbergiosid, kyselina grandiflorová a četné jiné.

Iridoidní glukosid stilberikosid

## Taxonomie
Rod Thunbergia je v rámci čeledi Acanthaceae řazen do podčeledi Thunbergioideae, kde je společně s rodem Pseudocalyx (6 druhů v subsaharské Africe a na Madagaskaru) řazen do tribu Thunbergieae.
Thunbergia je největším a po morfologické stránce nejvíce rozrůzněným rodem celé podčeledi. Od ostatních rodů se mj. odlišuje velkými a nápadnými květy. V rámci čeledi Acanthaceae se vymyká svým převážně liánovitým habitem.
Do rodu Thunbergia byl vřazen bývalý rod Meyenia.

## Zástupci
- thunbergie křídlatá (Thunbergia alata)
- thunbergie mysorská (Thunbergia mysorensis)
- thunbergie velkokvětá (Thunbergia grandiflora)
- thunbergie vzpřímená (Thunbergia erecta)[1]

## Význam
V tropech a subtropech jsou pěstovány zejména vzrůstné druhy s modrofialovými velkými květy, zejména thunbergie velkokvětá a podobný druh Thunbergia laurifolia, dále Thunbergia battiscombei a méně vzrůstná, v kultuře dosud vzácná Thunbergia togoensis.
V oblastech mírného pásu je jako popínavá letnička pěstována thunbergie křídlatá, známá pod názvem černooká Zuzana. Vyznačuje se nezaměnitelnými žlutooranžovými květy s černým středem, existují však i kultivary s bílými, růžovými či červenými květy. V tropech a subtropech je pěstována jako trvalka. Poněkud podobná Thunbergia gregorii má sytě oranžové květy bez černého středu. Bílé, ale navzdory názvu nevonné květy má Thunbergia fragrans.
Někdy se vysazuje keřovitě rostoucí thunbergie vzpřímená a Thunbergia kirkii.
Liánou výjimečného vzhledu je thunbergie mysorská. Nejlépe se vyjímá na pergole, kde mohou její dlouhá tmavočervená květenství se žlutooranžovými květy, dosahující délky až 62 cm, volně viset dolů. Poněkud podobná Thunbergia coccinea má květy méně nápadné, červenooranžové. Thunbergie vyžadují slunné stanoviště a výživnou, dobře propustnou, středně vlhkou půdu. Množí se řízkováním nebo oddělky zakořeněných výhonů.

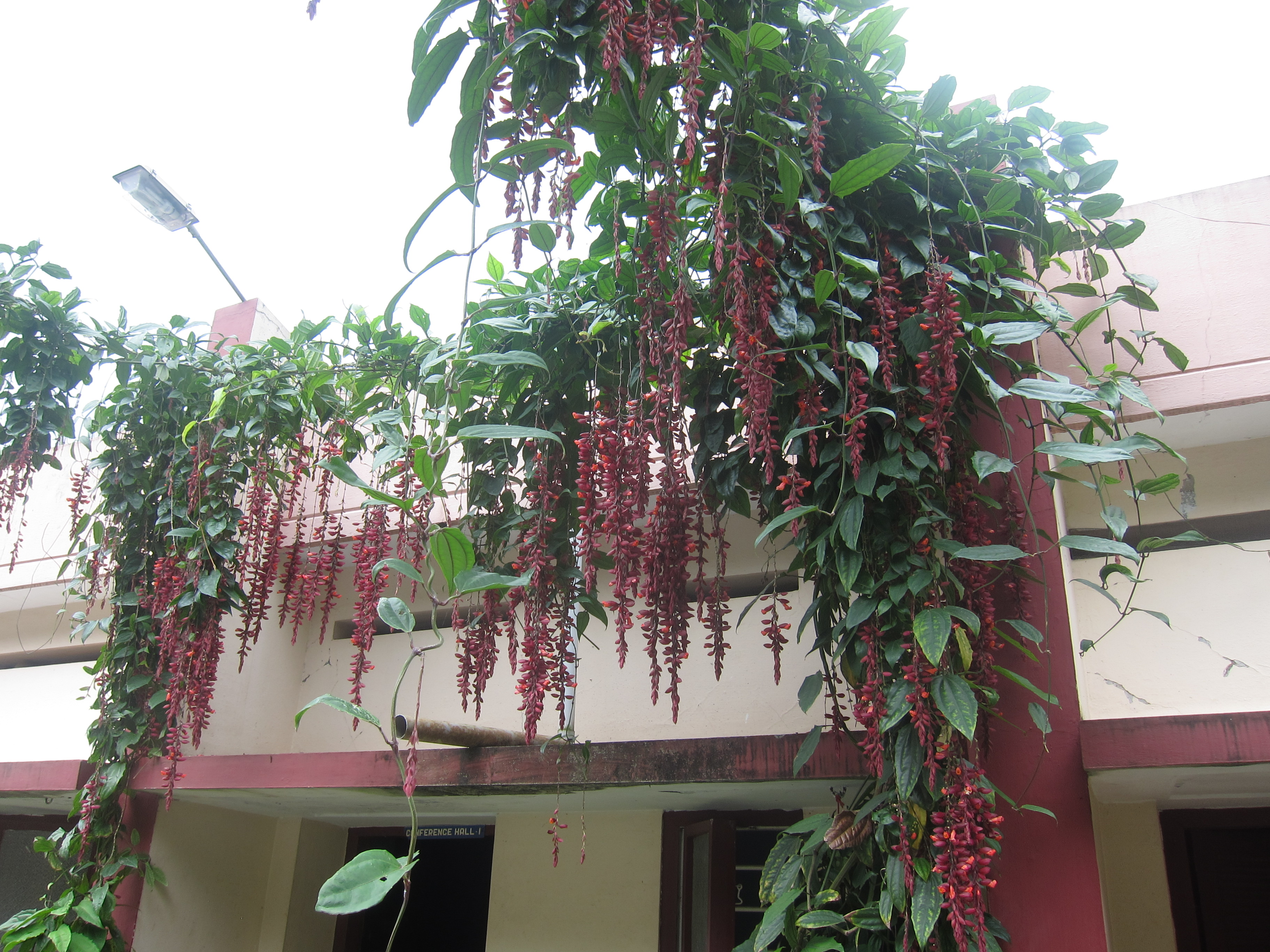
Thunbergia coccinea
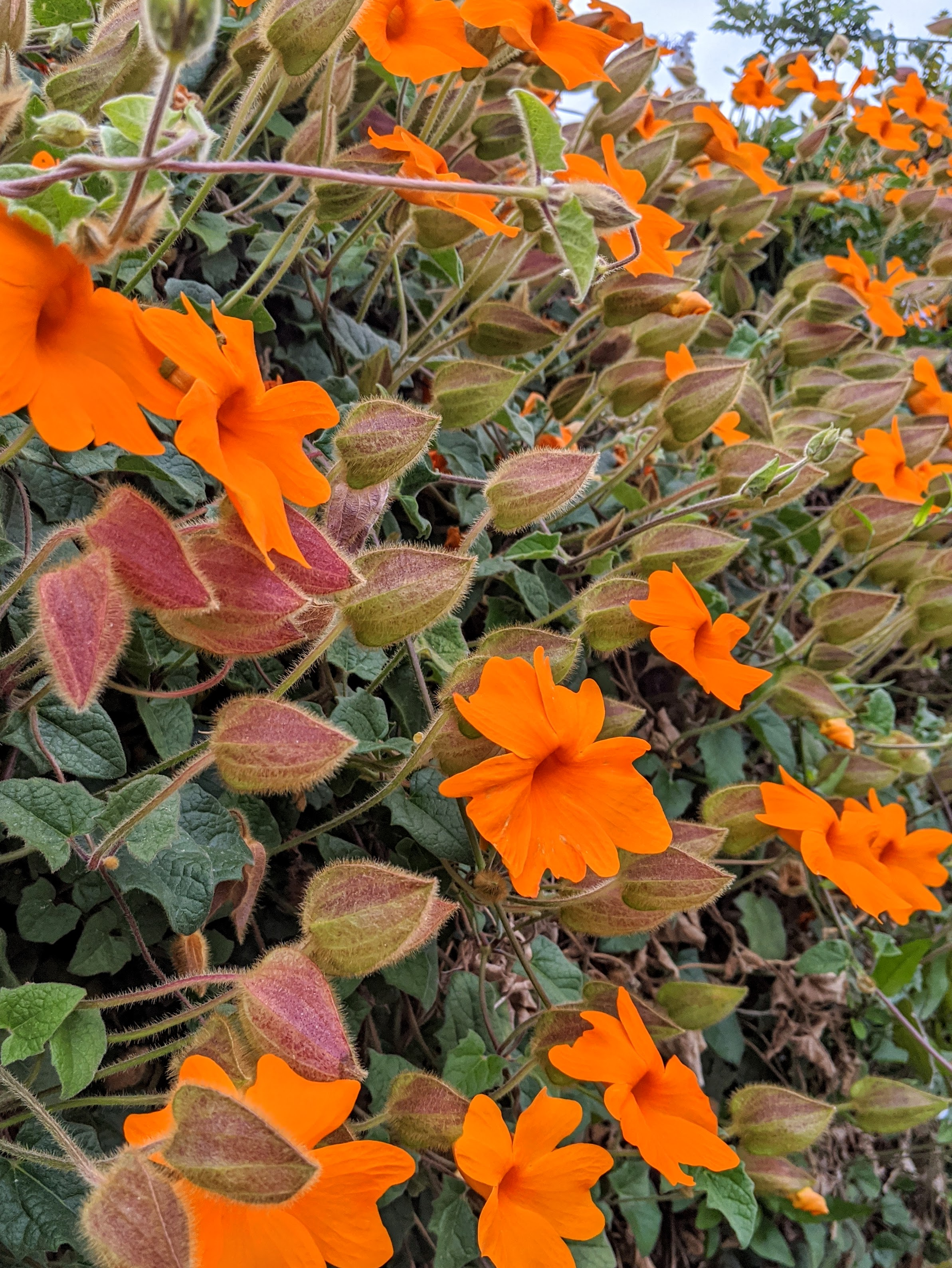
Thunbergia gregorii
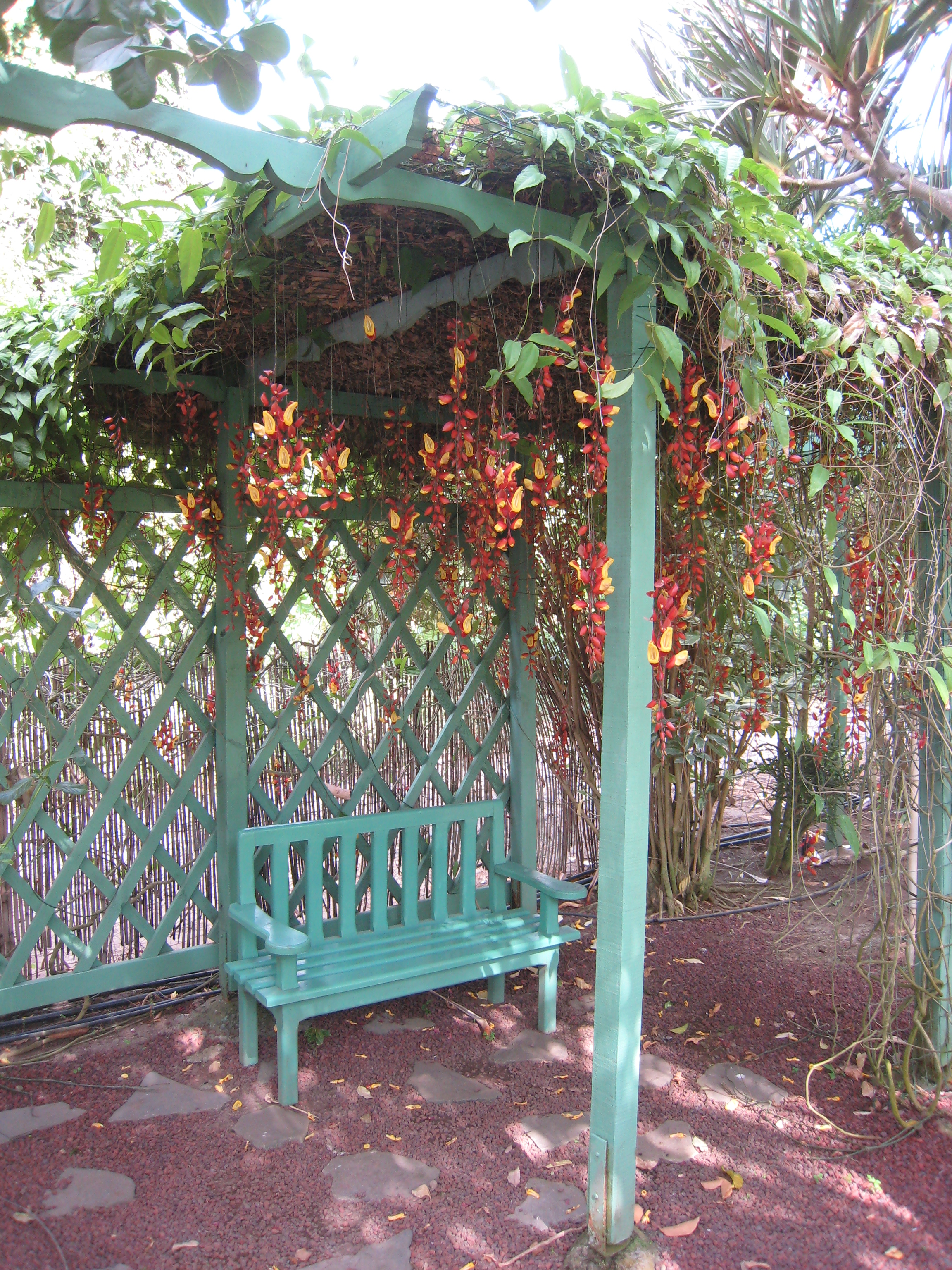
Thunbergia mysorensis
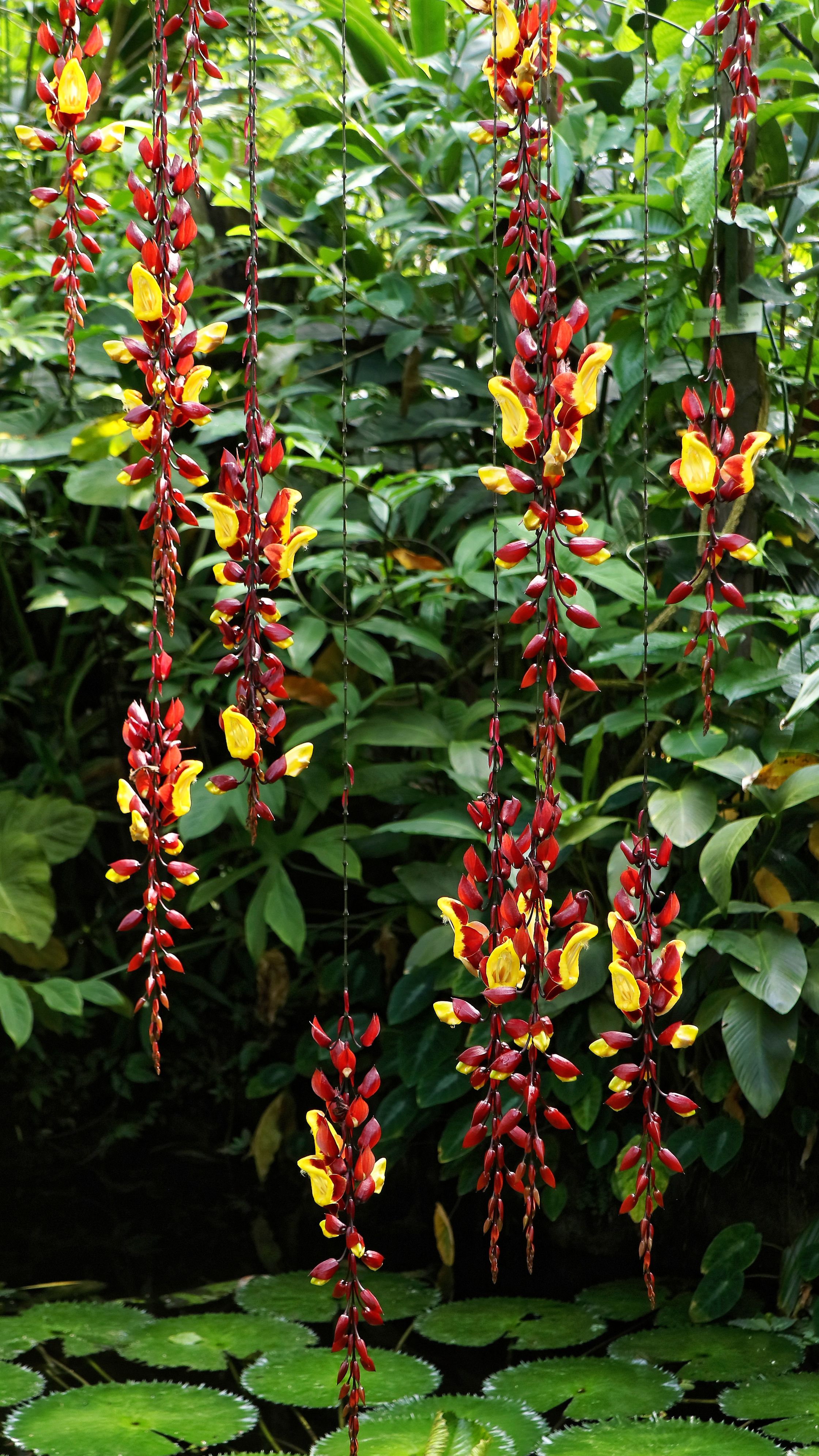

Odvar z nadzemních částí thunbergie křídlaté se užívá k prevenci početí nebo při porodních bolestech. Nálev z listů má antimikrobiální a protizánětlivý účinek a používá se vnitřně i zevně při kašli, bolestech zad, horečce a potížích se zažíváním. Listy se melou na pastu, která se po smíchání se slepičím vejcem podává při žaludečních potížích.
Odvar z listů thunbergie velkokvěté se používá při obkladech na kožní choroby a zranění, šťáva z listů při bolestech břicha. Odvar z celé rostliny se používá při hadím uštknutí. Podobné využití mají i jiné druhy, jmenovitě T. coccinea, T. fragrans, T. laevis a T. laurifolia.